# Podnoszenie ciężarów na Letnich Igrzyskach Olimpijskich 1984 – waga musza mężczyzn
Rywalizacja w wadze do 52 kg mężczyzn w podnoszeniu ciężarów na Letnich Igrzyskach Olimpijskich 1984 odbyła się 29 lipca 1984 roku w hali Gersten Pavilion. W rywalizacji wystartowało 20 zawodników z 15 krajów. Tytułu sprzed czterech lat nie obronił Kanybiek Osmonalijew z ZSRR, który tym razem nie startował. Nowym mistrzem olimpijskim został Chińczyk Zeng Guoqiang, srebrny medal wywalczył jego rodak - Zhou Peishun, a trzecie miejsce zajął Kazushito Manabe z Japonii.

## Wyniki
| Pozycja | Zawodnik                | Reprezentacja    | Waga  | Rwanie | Rwanie | Rwanie | Podrzut | Podrzut | Podrzut | Wynik |
| Pozycja | Zawodnik                | Reprezentacja    | Waga  | 1      | 2      | 3      | 1       | 2       | 3       | Wynik |
| ------- | ----------------------- | ---------------- | ----- | ------ | ------ | ------ | ------- | ------- | ------- | ----- |
| 1. !    | Zeng Guoqiang           | Chiny            | 51,70 | 100,0  | 100,0  | 105,0  | 130,0   | 135,0   | 135,0   | 235,0 |
| 2. !    | Zhou Peishun            | Chiny            | 51,80 | 105,0  | 105,0  | 107,5  | 127,5   | 132,5   | 132,5   | 235,0 |
| 3. !    | Kazushito Manabe        | Japonia          | 51,80 | 102,5  | 107,5  | 107,5  | 125,0   | 130,0   | 130,0   | 232,5 |
| 4       | Hidemi Miyashita        | Japonia          | 51,90 | 107,5  | 107,5  | 107,5  | 122,5   | 127,5   | 127,5   | 230,0 |
| 5       | Maman Suryaman          | Indonezja        | 51,70 | 102,5  | 107,5  | 107,5  | 125,0   | 130,0   | 130,0   | 227,5 |
| 6       | Bang Hyo-mun            | Korea Południowa | 51,95 | 92,5   | 100,0  | 100,0  | 117,5   | 125,0   | 127,5   | 225,0 |
| 7       | José Díaz               | Panama           | 51,90 | 90,0   | 90,0   | 95,0   | 120,0   | 125,0   | 125,0   | 220,0 |
| 8       | Levent Erdoğan          | Turcja           | 51,85 | 95,0   | 95,0   | 97,5   | 120,0   | 125,0   | 125,0   | 215,0 |
| 9       | Meir Daloya             | Izrael           | 51,85 | 90,0   | 95,0   | 97,5   | 120,0   | 125,0   | 125,0   | 215,0 |
| 10      | Mahendran Kannan        | Indie            | 51,95 | 92,5   | 97,5   | 100,0  | 110,0   | 115,0   | 120,0   | 215,0 |
| 11      | Chung Yung-chi          | Chińskie Tajpej  | 51,95 | 95,0   | 100,0  | 100,0  | 112,5   | 117,5   | 120,0   | 212,5 |
| 12      | Mohamed Hafez El-Sayed  | Egipt            | 51,65 | 87,5   | 92,5   | 92,5   | 117,5   | 117,5   | 122,5   | 210,0 |
| 13      | Antonio Quintana        | Kolumbia         | 51,75 | 90,0   | 95,0   | 95,0   | 117,5   | 117,5   | 122,5   | 207,5 |
| 14      | Oscar Penagos           | Kolumbia         | 51,90 | 85,0   | 90,0   | 90,0   | 110,0   | 115,0   | 117,5   | 205,0 |
| 15      | Chen Shen-yuan          | Chińskie Tajpej  | 51,70 | 82,5   | 90,0   | 90,0   | 105,0   | 110,0   | 110,0   | 200,0 |
| 16      | Sunil Munic Silva       | Sri Lanka        | 51,55 | 75,0   | 75,0   | 80,0   | 95,0    | 100,0   | 107,5   | 180,0 |
| -       | Raúl Diniz              | Portugalia       | 51,85 | 82,5   | 87,5   | 87,5   | 115,0   | 120,0   | 125,0   | —     |
| -       | Julio Sáez              | Hiszpania        | 51,95 | 90,0   | 95,0   | 95,0   | 115,0   | 115,0   | 115,0   | —     |
| -       | Manikyalu Malla Venkata | Indie            | 51,60 | 85,0   | 85,0   | 85,0   | —       | —       | —       | —     |
| -       | Mahmud Tarha            | Liban            | 51,85 | 97,5   | 102,5  | 102,5  | 127,5   | 132,5   | 132,5   | DSQ   |